# Viosne
Die Viosne ist ein Fluss in Frankreich, der in den Regionen Hauts-de-France und Île-de-France verläuft. Sie entspringt im Gemeindegebiet von Lierville und entwässert generell in südöstlicher Richtung durch den Regionalen Naturpark Vexin français in der gleichnamigen Landschaft Vexin. Sie erreicht schließlich den Ballungsraum Cergy-Pontoise und mündet dort nach insgesamt rund 29 Kilometern im Gemeindegebiet von Pontoise als rechter Nebenfluss in die Oise. 
Die Viosne durchquert auf ihrem Weg die Départements Oise und Val-d’Oise. 

## Orte am Fluss
- Lavilletertre
- Chars
- Santeuil
- Us
- Ableiges
- Montgeroult
- Courcelles-sur-Viosne
- Boissy-l’Aillerie
- Osny
- Pontoise